# Papyrus Brooklyn 35.1446
Der Papyrus Brooklyn 35.1446 ist die moderne Bezeichnung für ein altägyptisches Dokument, das sich heute im Brooklyn Museum, (New York) befindet. Es wurde von Charles Edwin Wilbour in den Jahren 1881 bis 1896 in Ägypten gekauft. Das Dokument stammt wahrscheinlich aus Theben. Nach dem Tod von C. E. Wilbour wurde der Papyrus im Jahr 1916 von der Witwe dem Brooklyn Museum übergeben, blieb aber bis 1935 im Haus von Theodora Wilbour, einer Tochter von Charles Wilbour. Der Papyrus bestand zu dieser Zeit aus ca. 600 kleinen Bruchstücken, die von 1950 bis 1952 wieder zusammengesetzt wurden. 1955 wurde der Papyrus von William C. Hayes publiziert. Es handelt sich um eines der wichtigsten erhaltenen Verwaltungsdokumente aus dem Ägypten des Mittleren Reiches, um 1700 bis 1750 v. Chr.

## Inhalt
Der Papyrus ist auf beiden Seiten beschrieben. Auf der Vorderseite befindet sich eine Liste von 80 Personen in verschiedenen Kolumnen, die offensichtlich aus einer Institution mit der Bezeichnung großes Gefängnis/Arbeitslager (ḫnrt-wr) geflüchtet sind und um die Registrierung ihrer Auffindung. Die Liste nennt ihre Namen, den Namen des Vaters, sowie einen hohen Beamten, einen Ort oder eine Institution zu der sie ursprünglich gehörten. In einer weiteren Kolumne gibt es einen Vermerk, ob die Person männlich oder weiblich ist. Es folgt eine Verwaltungsangabe, eine Stelle, an der der Fall abgehakt wurde mit Vermerk, wo sich die Flüchtige gerade befinden. Schließlich folgen zwei Vermerke, ob der Fall abgeschlossen ist.
Die Datumsangaben scheinen von der Regierung von Amenemhet III. bis in die 13. Dynastie zu reichen. Innerhalb des Dokuments finden sich auch Kopien von einem Brief und einem königlichen Erlass an den Wesir Anchu.

## Erforschung
Der Inhalt dieser Liste wurde in der Forschung kontrovers diskutiert und es gibt grundsätzlich zwei sich gegenüberstehende Ansätze. Einerseits wird das Dokument als Beleg für Ägypten als Zwangsstaat angesehen, in dem Teile der Bevölkerung zur Zwangsarbeit gezwungen wurden und diese Leute die Arbeit als so erdrückend ansahen, dass sie davor flüchteten. Andererseits wurde darauf hingewiesen, dass das Dokument einen Zeitraum von mehreren Jahrzehnten abdeckt und die Anzahl der Flüchtlinge für solch einer Periode nicht sehr groß ist. Bemerkenswert ist der Beleg für Sippenhaftung. Solange die Flüchtigen nicht gefangen wurden, sind Verwandte in Gefangenschaft genommen worden.
Auf der Rückseite des Dokumentes befindet sich eine Liste von Dienern und Asiaten, die von einer Frau Senebtisi verkauft wurden. Vor allem die vielen asiatischen Namen dieser Liste erweckte das Interesse der Forschung und belegt den hohen Anteil von Ausländern im Ägypten der 13. Dynastie.